# Necha Bedghari
Necha Bedghari – gaun wikas samiti we wschodniej części Nepalu w strefie Sagarmatha w dystrykcie Solukhumbu. Według nepalskiego spisu powszechnego z 2001 roku liczył on 781 gospodarstw domowych i 4047 mieszkańców (2099 kobiet i 1948 mężczyzn).